# АЕС Ігуапі
Атомна електростанція Ігуапі (порт. Usina Nuclear de Iguape) була запланованою атомною електростанцією в Бразилії. Передбачалося, що вона буде розташована поблизу міста Ігуапі в бразильському штаті Сан-Паулу, біля північно-східного підніжжя гірського масиву Журейя. Через економічну кризу початку 1980-х проєкт вирішили відкласти, а потім повністю залишили у 1985 році через брак коштів.

## Історія та технічна інформація

### Витоки
4 червня 1980 року президент Бразилії Жуан Баптіста де Олівейра Фігейредо схвалив Указ № 84 771, який дозволяв Nuclebras експропріювати 236 квадратних кілометрів для будівництва четвертого та п'ятого ядерних реакторів Бразилії. Для цього обрали ділянку між містами Ігуапі та Перуібі в штаті Сан-Паулу. Незважаючи на те, що ця інформація зберігалася в таємниці, вона просочилася в місцеві газети, що викликало місцевий спротив будівництву, в тому числі проти членів уряду, які приймали рішення про це. Мер Ігуапі заявив, що підтримує опозицію у своєму місті. Реактори були частиною наступних замовлень, обіцяних Kraftwerk Union AG після завершення другого і третього блоків на АЕС Ангра. Загалом у Бразилії спільно з Kraftwerk Union AG планувалося побудувати до восьми реакторів.
Дослідження території почалося в жовтні 1980 року, зосереджуючись головним чином на океанографічних даних, таких як температура, солоність води, океанські течії, рівні розчиненого кисню та азоту, а також різні види планктону. Але вперше проєкт відклали наприкінці 1980-х років, і незабаром стало зрозуміло, що потужності цієї АЕС не знадобляться до кінця 1980-х років, а деякі блоки взагалі не знадобляться. Тим не менш, передбачалося, що обстеження ділянки може бути завершене до кінця 1981 року, оскільки на той час воно вже перебувало на просунутій стадії. Kraftwerk Union також планувала виробляти всі важкі компоненти в Бразилії через складність доставки.
На початку 1982 року після зустрічі з Electrobras і Nuclebras міністр енергетики Бразилії Сезар Калс оголосив, що програму будівництва скоротять до 6 реакторів і що будівництво двох реакторів в Ігуапа відкладуть на два роки, що призведе до затримки введення в експлуатацію першого блоку до 1991 року, а другого — до 1992 року. Споживання електроенергії зросло лише на 3,3 % у 1981 році, тому очікуваний 11 % поріг не був досягнутий. Це також означало, що компоненти для атомної електростанції не потрібно було офіційно замовляти до 1984 року. Тим не менш, деякі будівельні роботи запланували розпочати ще наприкінці 1984 року, а в жовтні 1982 року президент Nuclebras Паулу Ногейра Батіста пообіцяв Kraftwerk Union, що підготовчі роботи на атомній електростанції Ігуапі повинні початися навесні 1983 року.
Наприкінці 1982 року бразильським компаніям були зроблені перші офіційні замовлення на виробництво комплектуючих. Невдовзі після цього, 6 січня 1983 року, уряд Бразилії почав розглядати подальшу відстрочку початку будівництва через погану фінансову та економічну ситуацію в країні. В результаті замовлення, розміщені в 1983 році, знову скасували. KWU був повністю проінформований про це. Початок будівництва остаточно відклали за взаємною згодою, тому передбачалося, що будівництво почнеться не пізніше 1986 року для Ігуапі-1 і 1987 року для Ігуапі-2. Тим не менш, початкові підготовчі роботи з розробки майданчику могли проводитися на місці. Однак відкладення проєкту негативно вплинуло на постачальника важких компонентів NUCLEP. Останній уже розпочав виробництво одного корпусу реактора, чотирьох парогенераторів та інших компонентів для Iguape-1, але був змушений списати мільярдні збитки через скасовані контракти, тоді як портфель замовлень становив лише 1,2 мільярда доларів у 1985 році. У 1985 році NUCLEP, сама дочірня компанія Kraftwerk Union та інших акціонерів з Німеччини та Австрії, була фінансово близька до краху, оскільки вже виготовлені компоненти викликали високі витрати на зберігання. Тому бразильському уряду запропонували три варіанти:
- Попри економічні труднощі будувати АЕС.
- Спільне будівництво гідроелектростанцій, яке на той час здавалося економічнішим, відмова від проєкту АЕС.
- Постійне зберігання комплектуючих за рахунок Бразилії до побудови станції.

### Кінець проєкту
У 1985 році міністр планування Жоао Саяд вирішив не будувати АЕС Ігуапі й відмовитися від компонентів через витрати, які Бразилія не могла собі дозволити. Міністр планування також попросив Nuclebras продати землю, якою вона вже володіла, для будівництва атомної електростанції, що означало, що Nuclebras більше не могла зарезервувати ділянку для будівництва майбутньої атомної електростанції. Однак виникла проблема, оскільки передача технології з Німеччини до Бразилії для реактора KWU з водою під тиском потужністю 1300 МВт буде завершена лише з будівництвом третьої станції, і тому президент Nuclebras Лічініо Сеабра зазначив, що принаймні ще один реакторний блок буде будуватись. У тому ж році, коли програма будівництва тимчасово завершилася, Лічініо Сеабра визнав, що майже 10 років передачі технологій були повністю втрачені. Був створений фонд для промисловості поставок, наприклад NUCLEP, а також для підтримки Nuclebras, щоб заощадити гроші на реструктуризацію.

### Технології
Обидва блоки повинні були бути оснащені двома німецькими реакторами з водою під тиском від KWU, обидва з яких повинні були мати валову потужність 1312 МВт, причому кожен блок повинен був подавати в мережу 1245 МВт електроенергії.
Особливо багато уваги приділили конструкції лінії повернення охолоджувальної води, оскільки хвильові течії на цій ділянці узбережжя дуже незвичайні. Найпростішим варіантом було побудувати звичайний водовідвідний канал довжиною 4 км, тому що рельєф місцевості дуже рівнинний, але тоді перекривається потік хвиль, а значить, теплі стічні води не розбавляються і, зрештою, охолодження не виконується достатньо ефективно та екологічно. Іншою можливістю було будівництво підземного тунелю, через який теплі стічні води відводилися б на 2 кілометри далі від узбережжя до моря. Це був найефективніший, але і найдорожчий варіант. Третім варіантом було встановлення берегового каналу довжиною 2 км, через численні отвори якого теплі стічні води розподілялися б уздовж узбережжя.

## Інформація про реактори
| Реактор  | Тип реактора | Продуктивність | Продуктивність | Початок будівництва              | Підключення до мережі            | Введення в експлуатацію          | Закриття |
| Реактор  | Тип реактора | Нетто          | Брутто         | Початок будівництва              | Підключення до мережі            | Введення в експлуатацію          | Закриття |
| -------- | ------------ | -------------- | -------------- | -------------------------------- | -------------------------------- | -------------------------------- | -------- |
| Ігуапі-1 | KWU-1300     | 1245 МВт       | 1312 МВт       | Планування скасовано в 1985 році | Планування скасовано в 1985 році | Планування скасовано в 1985 році |          |
| Ігуапі-2 | KWU-1300     | 1245 МВт       | 1312 МВт       | Планування скасовано в 1985 році | Планування скасовано в 1985 році | Планування скасовано в 1985 році |          |